# Абылай-хан
Абыла́й-хан, также Абла́й-хан (каз. Абылай хан / Abylai han; настоящее имя — Абильмансу́р (каз. Әбілмансұр / Äbılmansūr); 1711, Туркестан — 23 мая 1781, Ташкент) — казахский государственный и политический деятель, хан всего Казахского ханства, признанный бо́льшей частью всех трёх жузов, сын Коркем Уали-султана, внук Абылай Каншера, потомок Барак-хана.

## Упоминание и происхождение имени
Упоминаются также варианты имени — Абулай, Аблай, Абилмансур Аблай, Облай и другие, с приставкой титула в зависимости от описания времени — «султан» или «хан». В современной орфографии — Абылай, но в дореволюционной было принято написание Аблай.
Настоящее имя — Абильмансур. Абылаем был назван по его боевому кличу «Абылай» (в одном из сражений в единоборстве со знаменитым джунгарским военачальником Шарышем, которого он победил) в честь деда Абылай хана Каншера, прозванного «Канишер Абылай» («қанішер» в переводе с казахского — «кровопийца») за неодолимую храбрость и ярость в бою.
Его матерью некоторые считают туркменскую рабыню. В 12 лет Абылай потерял отца, убитого во время нашествия джунгарского хунтайджи Цэван Рабдана. Ещё в молодости он был прозван «Сабалак» (Сабалақ — лохматый), был аманатом в ставке джунгар, но был обменян на другого аманата — «сына казахского хана».
Аблай был один из трех царевичей. Ему не досталось удела после смерти отца, и он бежал в казацкую степь, скрыв свое имя и назвавшись Сабалаком. Здесь один богатый казак Давлет усыновил его и сделал пастухом. Началась война с китайцами (чюрчют) и калмыками; Сабалак собирается на войну, Давлет не пускает его. Юноша был еще слишком молод, еще усы у него не пробились; но, несмотря на уговоры Давлета, Сабалак все-таки поехал на войну. Войско прибыло на реку Ле; переправиться через нее было нельзя: еще не стал лед. Сабалак сел на берегу, покрыл свою голову, начал читать; река покрылась льдом. Войско переехало через Ле; повоевало калмыков и чюрчютов, возвращается с добычей. Стали подходить к Ле; за ними гонится погоня. Батыр Чакчак-Джан-бек говорит Сабалаку: „Ну, ты умел заморозить Ле; теперь сотвори новое чудо, спаси от погони“. Сабалак сел на берегу, начал читать молитву; начался туман, и казаки в туман ушли незамеченные и спаслись. Казацкий хан был убит на войне, и Аблая (Сабалака) провозгласили ханомПотанин, Сабалак
О юности Абылая сохранилась лишь легенда: якобы после гибели отца его спас раб по имени Ораз, Абылаю было тогда 13 лет и он некоторое время работал простым батраком у некоего Даулет-бая, а затем жил у родственника — бия Абулмамбета.

## Военный лидер
В 1734 году, после смерти хана Самеке, следующим ханом становится Абилмамбет, а военным лидером — Абылай-хан.
Также весной 1737 года произошла встреча башкир с Абылаем, группа башкирских повстанцев прибыла на реку Илек в кочевья Абулмамбет-хана и предложила Абылаю стать их ханом, но он туда не поехал, зато к башкирам были отправлены 800 казахских воинов с Карламан-батыром.
В 1740 году Абилмамбет, Абылай, около 120 султанов и видных глав родов прибыли в Оренбургскую крепость (Орск) и заключили договор о покровительстве Российской империи над Средним жузом. В 1764 году в ставке Абылая имелось представительство губернатора Оренбурга генерал-поручика А. П. Лочинова, известное как посольство Арапова, целью работы которого был сбор информации о внешнеполитическом курсе Абылая и установление военных и торговых отношений между Россией и Казахским ханством.
В 1742 году Абылай, пытавшийся при очередном вторжении отрядов Джунгарского ханства организовать им сопротивление на реке Ишим, потерпел поражение и был захвачен в плен. За год до этого Абылай, командуя отрядом казахского ополчения, нанёс поражение джунгарскому отряду. По легенде, он убил на поединке знатного нойона, родственника хунтайджи Галдан-Цэрэна. За время пленения Абылай выучил ойратский язык и, возможно, маньчжурский; был частым гостем у Галдан-Цэрэна, подружился с легендарным впоследствии нойоном Амурсаной.
Весной 1743 года его обменяли. Предполагается, что немалую роль в этом сыграло российское посольство Карла Миллера, прибывшее в Джунгарию 6 ноября 1742 года.

В числе прочих султанов Абылай стремился сблизиться с джунгарским домом. В письме, адресованном вдовствующей калмыцкой ханше Дармабале, он писал (русская транскрипция): 
Я, Аблай-салтан, желаю вам здравствовать, все подданные наши вам кланяются. Объявляю вам о себе, что я от Галдан-Череневых рук в добром здравии и с честью освободился и в дом приехал. Меня Галдан-Черень имеет за сына, а племянник ваш Септень имеет за брата меньшего. И я вам нарекаюсь младшим братом.

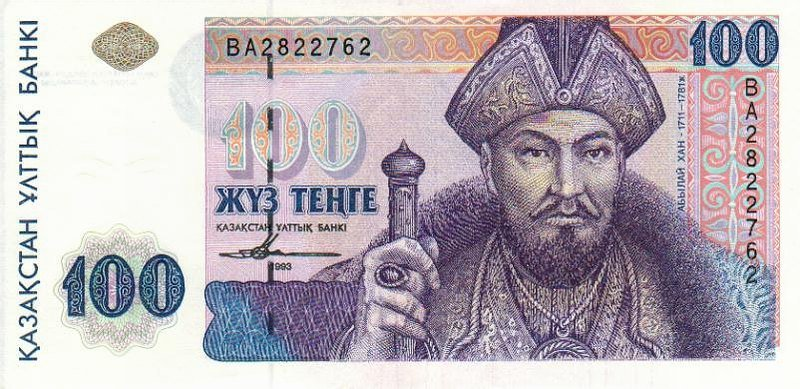
Абылай-хан в представлении художника, портрет на аверсе банкноты номиналом в 100 тенге

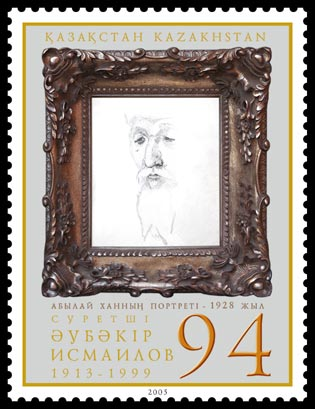
Абылай-хан в представлении художника, почтовая марка Казахстан, 2005

В 1744 году Абилмамбет переместил ханскую ставку в город Туркестан. После смерти Галдан-Цэрэна в 1746 году в Джунгарии началась междоусобная война. В годы междоусобной войны джунгарские нойоны Амурсана и Дабачи бежали в пределы Среднего жуза. Лама-Дорджи направил послов с угрозами и требованием выдать их. Однако послы вернулись ни с чем. Абылай послал ответное посольство в Джунгарию с объявлением что нойоны не будут выданы. Это привело к войне. 9 сентября 1752 года джунгарские войска численностью 15-20 тысяч под командованием Саин-Белека и Батура-Убаши и других вторглись в кочевья Среднего Жуза. Цинская империя, захватив Джунгарию в результате Третьей ойрато-маньчжурской войны, вторглась далее в улусы Среднего жуза. Аблай вначале оказывал поддержку мятежному Амурсане против маньчжуров, однако вскоре вынужден был заключить с ними военный союз против Джунгарии. По мнению русского историка А. И. Левшина, Абылай старался поддерживать междоусобия в Джунгарском ханстве, что позволяло ему вмешиваться в его дела, оказывая военную помощь то одному, то другому деятелю.
В 1756 году хан и султаны Среднего жуза были вынуждены признать над собой маньчжурское господство. Абылай, однако, не прерывая связей с Россией, и проводя политику «между львом и драконом», также имел посольские связи с Цинской империи.
Вполне понятна его дипломатическая миссия в Пекин в 1759 году, куда он поехал лично с сыном Абилмамбета Абилпеизом и вступил в подданство китайского императора как «ван» — вассальный князь, фактически сохраняющий полную самостоятельность, но уплачивающий оговорённую дань.

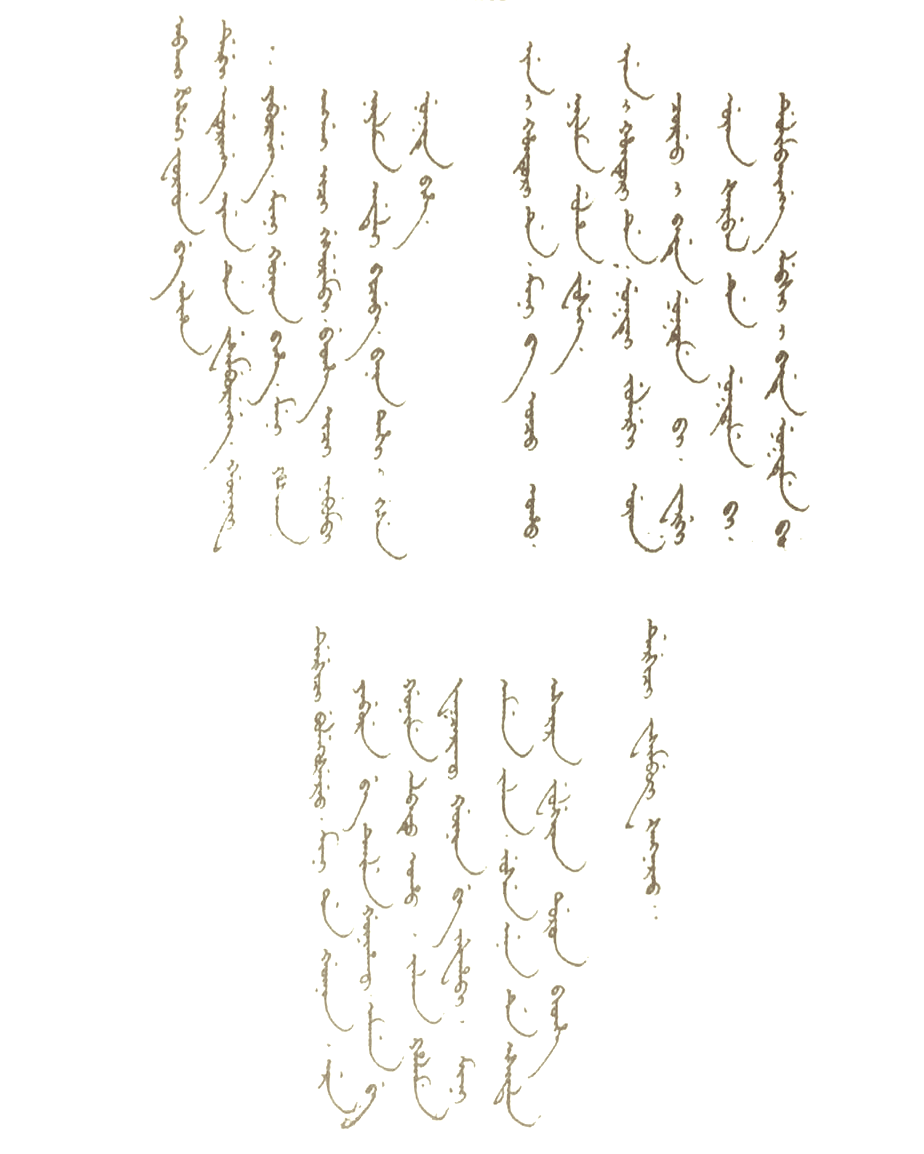
Письмо Абылая императору Цяньлуну на ойратском языке

В 1759 году Абылай послал в Санкт-Петербург своего родственника Жолбарыса в знак подтверждения российского протектората. В 1761 году он направил новое посольство в Пекин, которое возглавил герой освободительной войны с джунгарами Канжыгалы Богембай. В следующем 1762 году, после прибытия к нему китайских послов, Абылай вынужден был послать сына аманатом (заложником) в Пекин и оттуда получил примирительные дары, а также право для казахов завести меновые дворы в Чугучаке и Кульдже.
Во второй половине XVIII века набеги кыргызов достигали Созака и Шолаккоргана, а кокандцы захватили четыре казахских города, включая стратегически важный Ташкент. Угроза со стороны внешних врагов поставила Старший жуз в критическое положение, и его знать была вынуждена обратиться за помощью к влиятельному правителю Среднего жуза — Абылаю-султану. Проявив политическую дальновидность и военное мастерство, Абылай сумел объединить разрозненные племена Старшего жуза и организовать эффективное сопротивление. В 1766 году он утвердил свою власть над Ташкентом, вернув регион под казахский контроль. Особенно активную роль в этих событиях сыграли батыры из племени дулат, которые в 1760–1770-х годах вели ожесточённые бои с кокандцами и кыргызами. Согласно народным преданиям, в одном из таких сражений доблестный Самен-батыр в поединке победил знаменитого кыргызского вождя Садыр-батыра, став символом мужества и силы казахского сопротивления.

## Хан
После смерти в 1771 году Абилмамбет-хана власть должен был унаследовать один из его младших братьев или сын Абилпеиз, однако султаны и главы родов на курултае (съезде) в Бурабае при участии влиятельных биев Среднего жуза Казыбек бия и Канай бия избрали ханом Абылая. Он распространил свою власть на значительные районы Старшего и Младшего жузов, считая себя ханом всех трёх жузов.
О своём возведении на ханский престол Абылай писал следующее: 

В протчем, ко всевысочайшему двору в. и. в. всеподданнейше доношу: Абулхаир и Абулмамет ханы скончались, которые предкам моим были родственники. Как они от сего света отошли, так чреда ханского достоинства досталась мне. По кончине их, всех киргиз-кайсацких орд, т. е. Большей, Средней и Меньшей, ханы и солтаны купно с большими и меньшими города Ташкента и провинции Туркестанской, с общего согласия в прошлом 1771 г. в городе Туркестанте при гробе мусульманского нашего святого Ходжи Ахмета, по обыкновению нашему прочтя молитву, наименовали меня всех трех киргиз-кайсацких орд ханом, в которое звание и действительно возвели
Таким образом, после смерти Абулмамет-хана, старшины многих казахских родов и видные представители городского населения Присырдарьинского региона официально провозгласили Абылая верховным правителем казахов — старшим ханом. Это произошло в мечети Ходжа Ахмета Ясави. В следующем году его ханский титул был утверждён цинским императором Цяньлуном. Через пять лет, стремясь добиться признания со стороны России, Абылай направил посольство с просьбой о подтверждении высшего титула. Российская сторона изначально восприняла прошение с удовлетворением, однако, проводя политику по ослаблению института верховной власти у казахов, отказалась признать его старшим ханом. Вместо этого Абылай был признан ханом лишь Среднего жуза, после чего он отказался прибыть в Петропавловск для принесения присяги и не принял переданные ему знаки ханского достоинства.
В период крестьянской войны 1773—1775 годов Абылай встречался с Емельяном Пугачёвым, обещая ему поддержку. Одновременно вёл переговоры с представителями российского правительства, уверяя в своей верности ему. Связи с повстанцами ослабли после ухода Пугачёва в Поволжье. В 1778 году Абылай был утверждён императрицей Екатериной II ханом лишь Среднего жуза.
Абылай-хан оставил после себя 30 сыновей. Похоронен в мавзолее Ходжи Ахмеда Ясави в Туркестане.

## Флаг
Боевое знамя Абылай-хана, которое он использовал во время Казахско-джунгарской войны, представляло собой белое шёлковое полотнище с кистями. Вплоть до 1930 года флаг хранился у потомков Абылай-хана в населённом пункте Хан-Корганы (с каз. — «Крепость хана»), вблизи станции Арыс.

## Семья
У Абылай-хана было тридцать сыновей и сорок дочерей от пятнадцати жён. Сайман Ханым (каз. Сайман Ханым; ок.1711 — ?), дочь каракалпакского бека Сагындыка Шуакпая, родила ему четырёх сыновей: Есима, Адиля, Чингиза и Уали. После смерти Абылая в 1781 году на ханскую власть притязали Уали и Касым, сын жены-калмычки. После долгих споров Уали стал ханом. В настоящее время предполагают, что стоянка Сайман Ханым находилась на месте аула Каракалпак, недалеко от которого располагается гора Каракалпак. Там обнаружена надгробная плита Уали хана (раньше считалось, что он похоронен в урочище Сырымбет). Старожилы предполагают, что здесь похоронена сама Сайман Ханым.
Правнуком Абылая был первый казахский учёный, историк, этнограф, фольклорист и просветитель Чокан Валиханов. Он написал статьи «Аблай», «Исторические предания о батырах XVIII века», «Шуна батыр» и другие, в которых исследует образы богатырей Казахского ханства. Чокан оценил эпоху Абылай хана следующим образом: «В предании казахов Аблай носит какой-то поэтический ореол… Его походы, подвиги богатырей служат сюжетами к эпическим рассказам».

## Память

### Памятники
- 1991 — В Алма-Ате поставлен конный памятник хану на проспекте Абылай хана (бывший Коммунистический проспект)
- 1999 — В Кокшетау поставлен памятник Абылай-хану.
- 2008 — В Петропавловске президент Республики Казахстан Назарбаев открыл музейный комплекс «Резиденция Абылай хана» с бронзовым конным памятником хану.

### Филателия и бонистика
- Был изображен в первой серии банкнот независимого Казахстана (образца 1993 года) — на банкноте номиналом в 100 тенге.
- Абылай-хану посвящена почтовая марка независимого Казахстана, 2001 год.

### Топонимика и урбанонимика
- В Алма-Ате его именем назван Казахский университет международных отношений и мировых языков (бывший Казахский государственный учительский институт иностранных языков).
- В честь Абылай хана назван один из главных проспектов Алма-Аты (бывший Коммунистический проспект).

### Фильм
- По мотивам биографии Абылая снят первый казахстанский блокбастер «Көшпенділер» (в американском прокате «The Nomad», в российском — «Кочевник»), режиссёры Иван Пассер/Сергей Бодров, 2005.

## Абылай-хан в исторической мифологии народа
В предании киргизов (казахов) Аблай носит какой-то поэтический ореол; век Аблая у них является веком киргизского рыцарства. Его походы, подвиги его богатырей служат сюжетами эпическим рассказам. Большая часть музыкальных пьес, играемых на дудке и хонбе, относится к его времени и разным эпохам его жизни. Народные песни: «Пыльный поход», сложенная во время набега, в котором был убит храбрый богатырь Боян; «Тряси мешки» – в память зимнего похода на волжских калмыков, во время которого киргизы голодали 7 дней, пока не взяли добычи, – разыгрываются до сих пор киргизскими музыкантами и напоминают потомкам поколения Аблая прежние славные времена.Ч.Ч. Валиханов
Деятельность Абылай хана как правителя оказала сильное влияние на формирование самосознания народа и привело к мифологизации исторической личности — к созданию правильного образа, Архетипа Правителя, как мудрого защитника.

По народному преданию у Абылай-хана было три благословения Неба. Сакральные символы определены в виде предметов силы: меч — дарующий силу защиты, чаша — дарующая благополучие, и кристалл — дарующий мудрость, несущий в себе особую силу веры, что связывает с божественным и с мудростью духов предков 
из плена, «он увёз не только жену, отряд многочисленных нукеров, но и фамильную драгоценность — талисман».